# 拉烏尼翁區 (皮烏拉省)
拉烏尼翁區（西班牙語：Distrito de La Unión），是秘魯的一個區，位於該國西北部皮烏拉大區的皮烏拉省，始建於1927年12月28日，面積213.16平方公里，海拔高度17米，2005年人口34,540，人口密度每平方公里160人。